# 1828
1828 (MDCCCXXVIII) je bilo prestopno leto, ki se je po gregorijanskem koledarju začelo na torek, po 12 dni počasnejšem julijanskem koledarju pa na nedeljo.

## Dogodki
- ustanovljen Egipčanski muzej v Berlinu

## Rojstva
- 8. februar - Jules Verne, francoski pisatelj († 1905)
- 18. marec - Randal Cremer, angleški mizar, politik, pacifist, nobelovec 1903 († 1908)
- 20. marec - Henrik Ibsen, norveški dramatik († 1906)
- 21. april - Hippolyte Taine, francoski filozof, zgodovinar, kritik († 1893)
- 5. maj - Albert Marth, nemški astronom († 1897)
- 8. maj - Jean Henri Dunant, švicarski[človekoljub, nobelovec 1901 († 1910)
- 12. maj - Dante Gabriel Rossetti, angleški slikar, pesnik, prevajalec († 1882)
- 12. julij - Nikolaj Gavrilovič Černiševski, ruski materialistični filozof in socialist († 1889)
- 16. avgust - Bartol Kocuvan, slovenski domoljub, učitelj in avtor († 1889)
- 9. september - Lev Nikolajevič Tolstoj, ruski pisatelj, politik, publicist († 1910)
- 28. september - Friedrich Albert Lange, nemški filozof in sociolog († 1875)
- 9. december - Peter Joseph Dietzgen, nemški materialistični filozof in socialist († 1888)

## Smrti
- 15. april - Francisco Goya, španski slikar, graver (* 1746)
- 16. maj - sir William Congreve, angleški izumitelj (* 1772)
- 11. junij - Dugald Stewart, škotski filozof (* 1753)
- 15. julij - Jean Antoine Houdon, francoski kipar (* 1741)
- 9. november - Franz Schubert, avstrijski skladatelj (* 1797)
- 22. december - William Hyde Wollaston, angleški kemik (* 1766)
- 12. april - Leopold Layer, slovenski slikar (* 1752)
- 17. november - Franc Kavčič, slovenski slikar (* 1755)